# Der Börsen-Crash
August ist ein US-amerikanisches Filmdrama aus dem Jahr 2008. Regie führte Austin Chick, das Drehbuch schrieb Howard A. Rodman.

## Handlung
März 2001. Zahlreiche Internetunternehmen kämpfen gegen wirtschaftliche Probleme, aber das von Tom Sterling geführte Unternehmen LandShark ist erfolgreich. Der Geschäftsführer setzt auf Produkte, die sein Bruder Josh entwickelt. Im August 2001 wird die Zahlungsfähigkeit des Unternehmens gefährdet. Die Firma droht pleitezugehen.

## Kritiken
Die Organisatoren des Sundance Film Festivals bezeichneten den Film als eine „anspruchsvolle“ und „messerscharfe“ Darstellung eines Internetunternehmers. Er zeige „perfekt“ die damaligen Unschuld und Optimismus der Branche, bevor sich die Welt geändert habe. David Bowie sei „clever“ besetzt.

## Hintergründe
Der Film wurde in New York City gedreht. Die Weltpremiere fand am 22. Januar 2008 auf dem Sundance Film Festival statt.